# 2011年索尼愛立信公開賽
2011年索尼愛立信公開賽于2011年3月1日至4月3日在美國邁阿密舉行，又稱2011年邁阿密大師賽，為第26屆賽事，在ATP為大師系列賽之一，在WTA為一級錦標賽，這是一項男女合辦的賽事，舉辦於克蘭登公園網球中心。

## 冠軍

### 男子單打
決賽： 諾瓦克·喬科維奇 擊敗  拉斐爾·納達爾 （4–6、6–3、7–66）
- 這是喬科維奇今年第4個冠軍，也是職業生涯第22個冠軍。

### 女子單打
決賽： 維多利亞·阿扎倫卡 擊敗  瑪麗亞·莎拉波娃 （6–1、6–4）
- 這是阿扎倫卡今年第1個冠軍，也是職業生涯第6個冠軍。

### 男子雙打
決賽： 馬赫什·布帕蒂 /  利安德·帕斯 擊敗  馬克斯·米爾內 /  丹尼爾·內斯特 （6–2、65–7、[10–7]）

### 女子雙打
決賽： 達妮埃拉·漢圖楚娃 /  阿格涅什卡·拉德萬斯卡 擊敗  莉澤爾·許貝爾 /  娜迪亞·佩特洛娃 （7–65、2–6、[10–7]）

## 外部連結
- 官方網址